# Оклахома Сити
Оклахома Сити (на английски: Oklahoma City) е столицата и най-големият град на щата Оклахома, Съединените американски щати и окръжен център на окръг Оклахома.
Има население от 541 500 жители (2005). Градът е основан през 1889 г. Става известен с взривяването на федералната сграда „Алфред П. Мъра“ на 19 април 1995 г., което е най-големият вътрешен терористичен акт в историята на САЩ преди Атентатите от 11 септември 2001 г.

## История
Градът е основан на 22 април 1889 г., когато близо 10 000 заселници получават поземленни участъци в ненаселения дотогава район на града. Населението расте бързо и се удвоява между 1890 и 1900 г. Когато щатът Оклахома се присъединява през 1907 г. към САЩ, градът вече е най-населеният и най-големият търговски център в Оклахома, задминавайки териториалната столица Гътри. Скоро след това Оклахома сити е избрана за щатска столица.
В началото на 20 век Оклахома сити се развива като голям пазар на едър рогат добитък. През 1928 г., когато в района са открити големи нефтени залежи (включително и под щатския Капитол), с бързи темпове се развива и нефтената индустрия, която дава мощен тласък на местната икономика.

## География
Оклахома Сити е разположен в централната част на щата, на около 3 часа път с кола от Далас. Общата му площ е 1608,8 km².
Градът се пресича от Норт Канейдиън Ривър, която в 12-километровия участък, който преминава през града, е преименувана на река Оклахома през 2004 г. В миналото реката прииждала всяка година, причинявайки наводнения и разрушения (включително и на стария зоопарк на Оклахома сити). През 1940 г. е построен язовир, който да реши проблемите с ежегодните наводнения. В рамките на града също така има и 3 големи езера – Хефнър и Оувърхолзър в северозапдната му част и най-голямото – Стенли Дрейпър, в югоизточните му покрайнини.
Климатът е субтропичен, с горещи и влажни лета и прохладни зими. Средната януарска температура е 2,6 °C, а средната юлска – 27,8 °C. За района са типични торнада през всеки месец на годината, като пикът им е през април и май. На 3 май 1999 г. южните части на града са ударени от едно от най-разрушителните торнада, записвани някога, със скорост на вятъра, достигаща до 510 km/h.

## Побратимени градове
- Тайпей (Тайван)
- Рио де Жанейро (Бразилия)
- Уляновск (Русия)
- Хайкоу (Китай)
- Пуебла (Мексико)

## Личности
Родени в Оклахома Сити
- Коди Брайънт (р. 1984), порнографска актриса
- Рей Уилям Джонсън (р. 1981), видео блогър
- Биби Джоунс (р. 1991), порнографска актриса
- Джей Джей Кейл (1938 – 2013), музикант
- Джон Майкъл Толбът (р. 1954), певец
- Рос Томас (1926 – 1995), писател
- Елизабет Уорън (р. 1949), политик
- Матю Фолоуил (р. 1984), музикант
- Нейтън Фолоуил (р. 1979), музикант
- Джо Холдеман (р. 1943), писател
- Дон Чери (1936 – 1995), музикант